# Quận Kingman, Kansas
Quận Kingman là một quận thuộc tiểu bang Kansas, Hoa Kỳ.
Quận này được đặt tên theo. Theo điều tra dân số của Cục điều tra dân số Hoa Kỳ năm 2000, quận có dân số 8673 người, dân số là 7.975 người năm 2006.. Quận lỵ đóng ở Kingman.